# Lolan Björkman
Marit Lolan Viveka Björkman, född den 29 juni 1953 i Kronoby , död 2022, var en finlandssvensk författare. Hon debuterade 1976 med diktsamlingen Sekunder av klarhet på Författarnas andelslag i vilket hon också var mångårig styrelseledamot. På senare år var hon bosatt i Pargas och Kronoby.

## Biografi
Lolan Björkman arbetade bland annat som kyrklig ungdomsledare och som timlärare med undervisning i sävslöjd, förutom att vara författare. Hon började i gymnasiet vid Karleby svenska samlyceum, men hoppade av efter ett års studier. Hon fortsatte sin utbildning på Svenska Österbottens folkakademi i Yttermark. Där gick hon en tvåårig utbildning på den samhällspedagogiska linjen och blev klar år 1974. Hon fick ett stipendium till Rönningen Folkehögskole i Norge. Hon kom sedan i kontakt med Frälsningsarmén och började på officersutbildningen men hoppade av den utbildningen.
Lolan Björkman har använt sina erfarenheter i dikterna, från Frälsningsarmén till psykvården. Många av sina böcker har hon gett ut på Författarnas andelslag, där hon var en aktiv medlem. Författarnas andelslag verkade från 14 september 1973 till 2 november 2005. Andelslaget hade sin hemort i Pedersöre och ville vara ett österbottniskt alternativ till de kommersiella, ofta Helsingforscentrerade traditionella förlagen. Verksamheten byggde på att författarna medverkade i hela processen från manuskript till bok, och även i bokens marknadsföring.

### Lyrikböcker
- Sekunder av klarhet. Författarnas Andelslag, 1976.
- Intill Dig. Författarnas andelslag, 1980
- Dagar av blod och eld. Författarnas Andelslag, 1983
- Lyxrestaurangen. Författarnas Andelslag, 1986

### Andra böcker
- Övergivna rum. Författarnas Andelslag, 1989
- mörka floderna. Författarnas Andelslag, 1992
- I mörkret skyddad av ljus, personporträtt från hospitalet i Cronoby. Sahlgrens, 1998
- Nådens långa natt: en berättelse för åtta röster. Sahlgrens, 2002
- Historik, Jakobstadsnejdens släkt- och bygdeforskare rf 1952 – 2002.
- Ingen ro hade mitt hjerta. Prästen Timoteus Wahlbergs dagböcker, 1818 – 1829 (redaktör), Sahlgrens, 2004
- Diktarkatten i Kronoby: Kronoby socken 400 år 1607 – 2007. Kronoby Hembygdsförening, 2007
- I med- och motvind. Sjökapten Holger Hamnström minns och berättar. Holger Hamnström, 2013.

### Antologier
Antologier där Lolan Björkman medverkat:
- Ordsnickarglädje. Författarnas Andelslag, 1974
- Lyrisk kalender. Författarnas Andelslag, 1975
- I alla sammanhang. Red. Hjalmar och Viola Krokfors. Schildts, 1980
- Om din värld skulle rämna. Folkpensionsanstalten, 1983.
- Pendel, Författarnas Andelslags Jubileumsantologi. Författarnas Andelslag, 1988
- Ung Lyrik, kassett utgiven av Finlands Svenska Författareförening när de firade 75 år. Producent: Östen Engström, 1994

## Priser
- 1986 Tegengrenmedaljen. Tegengrenmedaljen utdelas av Svenska Österbottens litteraturförening åt en ung österbottnisk lyriker.
- 1995 Choraeuspriset av Olof och Siri Granholms stiftelse för den österbottniska litteraturen.